# ライアン・テリオ
ライアン・スチュワート・テリオ（Ryan Stewart Theriot, 1979年12月7日 - ）は、アメリカ合衆国・ルイジアナ州バトンルージュ出身の元プロ野球選手。右投右打。ラストネームにより、愛称は「リオット（riot）」。
シカゴ・カブス所属時は、ルイジアナ州立大学でもチームメイトであったマイク・フォンテノーと共に、ルイジアナ州に多い沼地から、「バイユー・ボーイズ」とも呼ばれていた。

## 経歴

### プロ入り前
1998年に地元バトンルージュのブロードムア高校を卒業後、ルイジアナ州立大学へ入学。2000年、メンズ・カレッジ・ワールドシリーズ（全米大学野球選手権）のオール・トーナメント・チーム（遊撃手）に選出される。

### プロ入りとカブス時代
2001年6月5日のMLBドラフトでシカゴ・カブスから3巡目（全体78位）指名を受け、7月25日に契約成立。同年からマイナーリーグ（A+級）でプレーを始める（30試合出場）。
2005年は、AA級で120試合 ・ 打率.304 ・ 出塁率.365 ・ 24盗塁の好成績を挙げ、チーム内のMVPを受賞すると、9月12日にメジャー初昇格を果たす。翌13日、対シンシナティ・レッズ戦において代打出場。デビュー戦は1打数無安打（三振）に倒れたが、翌14日にはレッズ相手に初安打（三塁内野安打）を放った。
2006年は、AAA級で73試合 ・ 打率.304 ・ 出塁率.367 ・ 14盗塁と着実に成長を続け、7月24日以降はメジャー定着。53試合に出場し経験を積んだ上、9月17日には2本塁打を放つ活躍を見せ、打率.328の好成績でシーズンを終えた。
2007年は、ユーティリティープレイヤーとして開幕時からロースター入りし、4月13 - 15日に3 - 2 - 3安打でアピール。主力選手の不調と他球団への移籍と言う機会を活かし、6月以降は正遊撃手の座をモノにした。7月は打率.348 ・ 出塁率.437と、ミルウォーキー・ブルワーズ追撃に貢献。チーム1位の盗塁数をマークした他、三振率（10.7）はリーグ4位としぶとい打撃を披露した。
2008年は、4月の月間打率.340と飛び出すと、以後も好調をキープし続け、初の3割をクリア。左右両投手、ホーム・アウェー全てにおいて3割超えを果たした他、ボールの見極めも上達するなど、「チーム内にあって最も安定した働き」と評された。シーズン通算では打率.307（リーグ6位） ・ 178安打（同8位、154単打は1位） ・ 出塁率.387（同8位） ・ 三振率10.0（同7位） ・ 22盗塁（チーム最多）とリーグを代表する二番打者へと成長を遂げた。一方で、盗塁死はリーグ2位、守備でも「フットワーク、肩、スローイング全てにおいて平均以下」と酷評されるなど、課題も浮き彫りになった。

### ドジャース時代
2010年7月31日にブレイク・デウィットらとのトレードでロサンゼルス・ドジャースへ移籍。

### カージナルス時代
2010年11月30日にはブレイク・ホークスワースとのトレードでセントルイス・カージナルスへ移籍した。
2011年12月12日にFAとなった。

### ジャイアンツ時代
2012年1月27日にサンフランシスコ・ジャイアンツと契約。10月29日にFAとなった。
2014年1月6日に現役引退を表明した。

## 選手としての特徴
パワーレスだが確実性に優れ、三振が少なく小技も上手い、古典的なコンタクト・ヒッター。その上スピードがあり、選球眼も鋭いため、もっぱら二番打者として起用されることが多く、真摯な全力プレーでルー・ピネラ監督からの信頼も厚い。ポジションは遊撃のほかに、二塁・三塁・外野（左翼・右翼）も守れる。守備は基本に忠実、かつ堅実。一方で、「メジャー・レベルの遊撃手としては体が硬く、送球精度も甘い」と懸念する声もある。
マイナー6年間の通算成績は、打率.271 ・ 出塁率.355 ・ OPS.692 ・ 115盗塁（成功率70パーセント）。

## 詳細情報

### 年度別打撃成績
| 年 度     | 球 団     | 試 合 | 打 席 | 打 数 | 得 点 | 安 打 | 二 塁 打 | 三 塁 打 | 本 塁 打 | 塁 打 | 打 点 | 盗 塁 | 盗 塁 死 | 犠 打 | 犠 飛 | 四 球 | 敬 遠 | 死 球 | 三 振 | 併 殺 打 | 打 率 | 出 塁 率 | 長 打 率 | O P S |
| --------- | --------- | ----- | ----- | ----- | ----- | ----- | -------- | -------- | -------- | ----- | ----- | ----- | -------- | ----- | ----- | ----- | ----- | ----- | ----- | -------- | ----- | -------- | -------- | ----- |
| 2005      | CHC       | 9     | 14    | 13    | 3     | 2     | 1        | 0        | 0        | 3     | 0     | 0     | 0        | 0     | 0     | 1     | 0     | 0     | 2     | 0        | .154  | .214     | .231     | .445  |
| 2006      | CHC       | 53    | 159   | 134   | 34    | 44    | 11       | 3        | 3        | 70    | 16    | 13    | 2        | 6     | 0     | 17    | 0     | 2     | 18    | 5        | .328  | .412     | .522     | .934  |
| 2007      | CHC       | 148   | 597   | 537   | 80    | 143   | 30       | 2        | 3        | 186   | 45    | 28    | 4        | 8     | 3     | 49    | 1     | 0     | 50    | 12       | .266  | .326     | .346     | .672  |
| 2008      | CHC       | 149   | 661   | 580   | 85    | 178   | 19       | 4        | 1        | 208   | 38    | 22    | 13       | 4     | 1     | 73    | 1     | 3     | 58    | 19       | .307  | .387     | .359     | .745  |
| 2009      | CHC       | 154   | 677   | 602   | 81    | 171   | 20       | 5        | 7        | 222   | 54    | 21    | 10       | 13    | 5     | 51    | 1     | 6     | 93    | 13       | .284  | .343     | .369     | .712  |
| 2010      | CHC       | 96    | 412   | 388   | 45    | 110   | 10       | 2        | 1        | 127   | 21    | 16    | 6        | 2     | 1     | 19    | 3     | 2     | 46    | 8        | .284  | .320     | .327     | .647  |
| 2010      | LAD       | 54    | 228   | 198   | 27    | 48    | 5        | 0        | 1        | 56    | 8     | 4     | 3        | 5     | 1     | 22    | 0     | 2     | 28    | 5        | .242  | .323     | .283     | .606  |
| '10計     | LAD       | 150   | 640   | 586   | 72    | 158   | 15       | 2        | 2        | 183   | 29    | 20    | 9        | 7     | 2     | 41    | 3     | 4     | 74    | 13       | .270  | .321     | .312     | .633  |
| 2011      | STL       | 132   | 483   | 442   | 46    | 120   | 26       | 1        | 1        | 151   | 47    | 4     | 6        | 6     | 2     | 29    | 0     | 4     | 41    | 15       | .271  | .321     | .342     | .662  |
| 2012      | SF        | 104   | 384   | 352   | 45    | 95    | 16       | 1        | 0        | 113   | 28    | 13    | 5        | 4     | 3     | 24    | 1     | 1     | 47    | 12       | .270  | .316     | .321     | .637  |
| 通算：8年 | 通算：8年 | 899   | 3615  | 3246  | 446   | 911   | 138      | 18       | 17       | 1136  | 257   | 121   | 49       | 48    | 16    | 285   | 7     | 20    | 383   | 89       | .281  | .341     | .350     | .691  |

- 2012年度シーズン終了時

## 参考資料
1. 1 2  “Biography: , 2005 Career Highlights:” (英語). MLB.com. 2008年12月10日閲覧。
2. 1 2 3  “Ryan Theriot - Scouting Report , Transactions / Injuries / Suspensions” (英語). sportsnet.ca. 2008年3月14日閲覧。
3. ↑  『月刊スラッガー』 2008年4月号 71頁。
4. ↑  『月刊スラッガー』 2007年12月号 86頁。
5. 1 2  “2008 Batting Splits” (英語). ESPN. 2008年12月10日閲覧。
6. ↑  “Ryan Theriot ≫ Graphs ≫ BB% ≫ Batting” (英語). FanGraphs. 2008年12月10日閲覧。
7. 1 2  「2008 通信簿 file:226-500」『月刊スラッガー No.128 , 2008年12月号』日本スポーツ企画出版社、78頁頁。
8. ↑  “Dodgers acquire Lilly and Theriot from Cubs for Dewitt, two Minor Leaguers”. MLB.com Dodgers Press Release. (2010年7月31日) 2014年1月7日閲覧。
9. ↑  Gurnick, Ken(2010-11-30). Dodgers deal Theriot to Cardinals. MLB.com(英語). 2011年11月12日閲覧
10. ↑  Matt Snyder (2012年1月27日). “Ryan Theriot signs with Giants”. CBS Sports 2014年1月7日閲覧。
11. ↑  Chris Cotillo (2014年1月6日). “Ryan Theriot announces retirement”. MLB Daily Dish 2014年1月7日閲覧。
12. ↑  Adam Berry (2014年1月6日). “Theriot calls it a career after eight seasons”. MLB.com 2014年1月7日閲覧。
13. ↑  “Three year (2006-2008) Batting Splits , By Batting Order” (英語). ESPN. 2008年12月10日閲覧。
14. ↑  “Ryan Theriot - Pecota” (英語). baseball prospectus.com. 2008年3月14日閲覧。
15. ↑  『月刊メジャー・リーグ』 2008年3月号 53頁。
16. ↑  「2008 MLB 30球団スカウティング・レポート」『ウェルカム・メジャーリーグ 2008』白夜書房〈白夜ムック 315〉、181頁頁。ISBN 978-4861913983。
17. ↑  出野哲也　「2008 プレーオフ選手名鑑 & チーム戦力分析」『月刊スラッガー No.127 , 2008年11月号』日本スポーツ企画出版社、19頁頁。